# Gullkrös

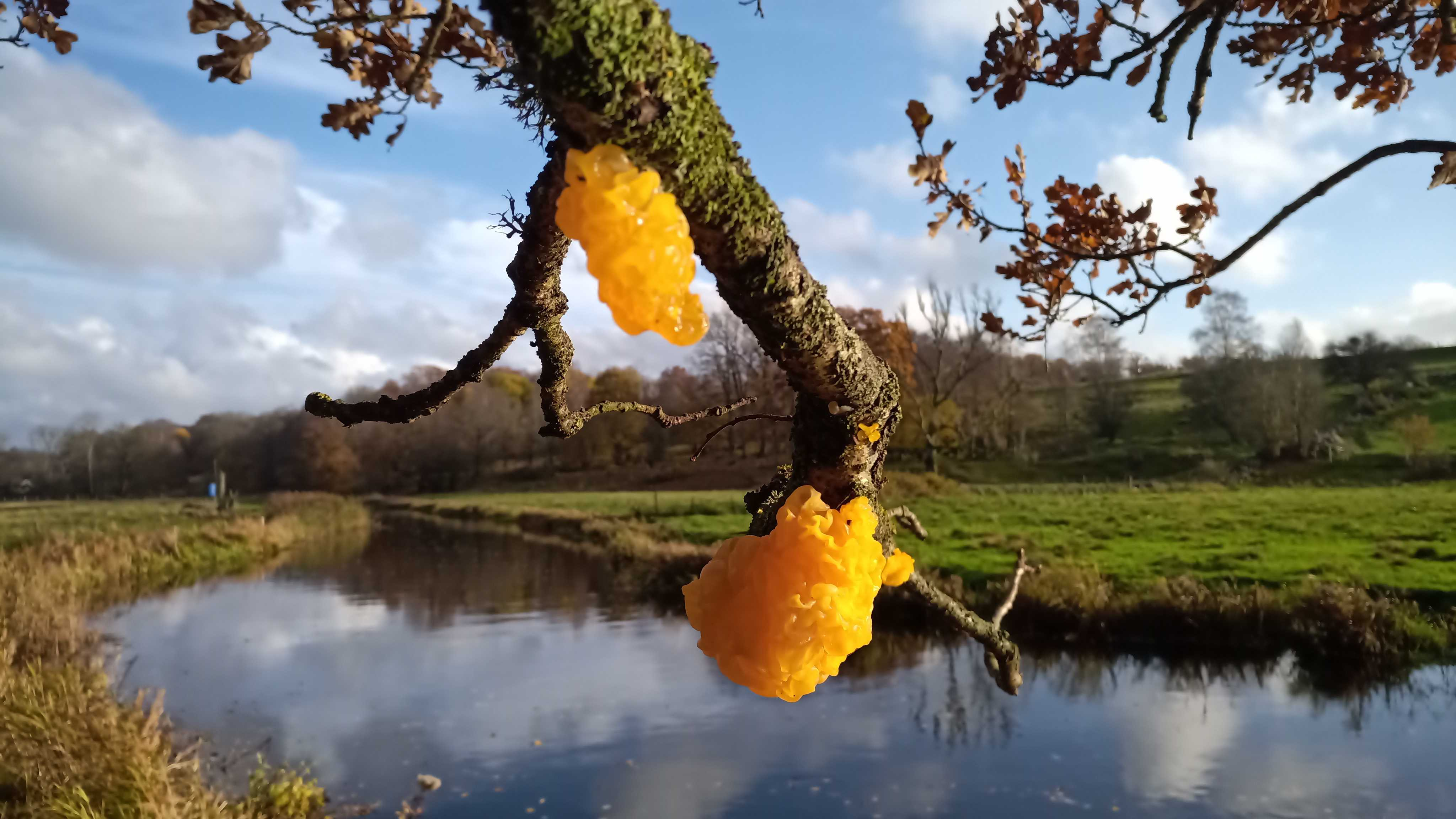
Gullkrös och Rönneå

Gullkrös (Tremella mesenterica) är en gelésvamp med gula eller orangegula fruktkroppar. Den lever som parasit på skinnsvampar i släktet Peniophora, däribland på tätskinn (Peniophora incarnata), som växer på död ved av lövträd. 

## Beskrivning
Gullkrös har gula eller orangegula fruktkroppar som är geléartade i konsistensen och oregelbundna i formen med ett veckat och mjukt vågigt eller lite flikigt utseende. Bredden på fruktkropparna är 2-7 centimeter. Svampens sporer är gulaktiga och har en storlek på 10-12 x 9-10 µm. 
Om gullkrösets fruktkroppar torkar får de en mörk orangerödaktig färg och blir tunna och mer fasta.

## Ekologi
Gullkrös parasiterar på skinnsvampar i släktet Peniophora, till exempel tätskinn, genom att den tar näring ur värdsvampens mycel med hjälp av en speciell sorts hyfer, så kallade haustorier, som fungerar som sugorgan.

### Noter

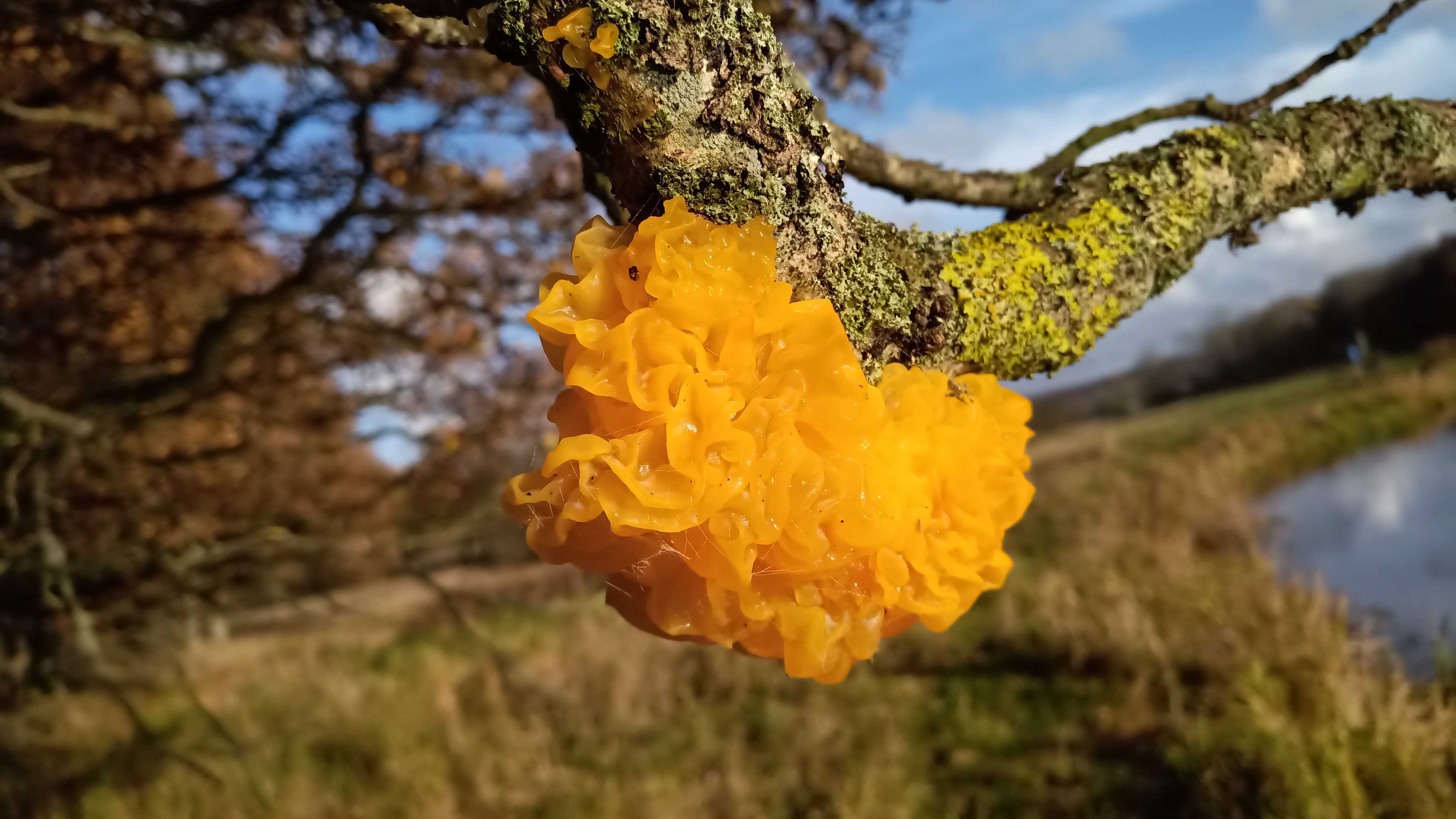
Gullkrös på eken